# CKD6E
CKD6E — маневровый тепловоз переменно-постоянного тока с электропередачей, разработанный ООО «Цзыянская локомотивостроительная компания» (Китай) для железных дорог центрально-азиатского региона. С конца 2012 года сборка локомотивов этой серии также была локализована в Казахстане под маркой ТЭМ-KZ с отдельной нумерацией. По состоянию на 2016 год, более 150 маневровых тепловозов серии CKD6E эксплуатируются в Казахстане и более 70 — в Туркменистане.

## Конструкция
Тепловоз оснащён дизелем типа 6240ZJB, главным синхронным генератором типа TFQR-3000 и тяговыми элекродвигателями двигателем типа ZQDR-410. Эксплуатационная мощность составляет 990 КВт (1350 л. с.), осевая формула — 30—30, нагрузка от колесных пар на рельсы — 22 т, максимальная скорость — 80 км/ч. Также применяются компьютерная управляющая система и другие новые технологии.

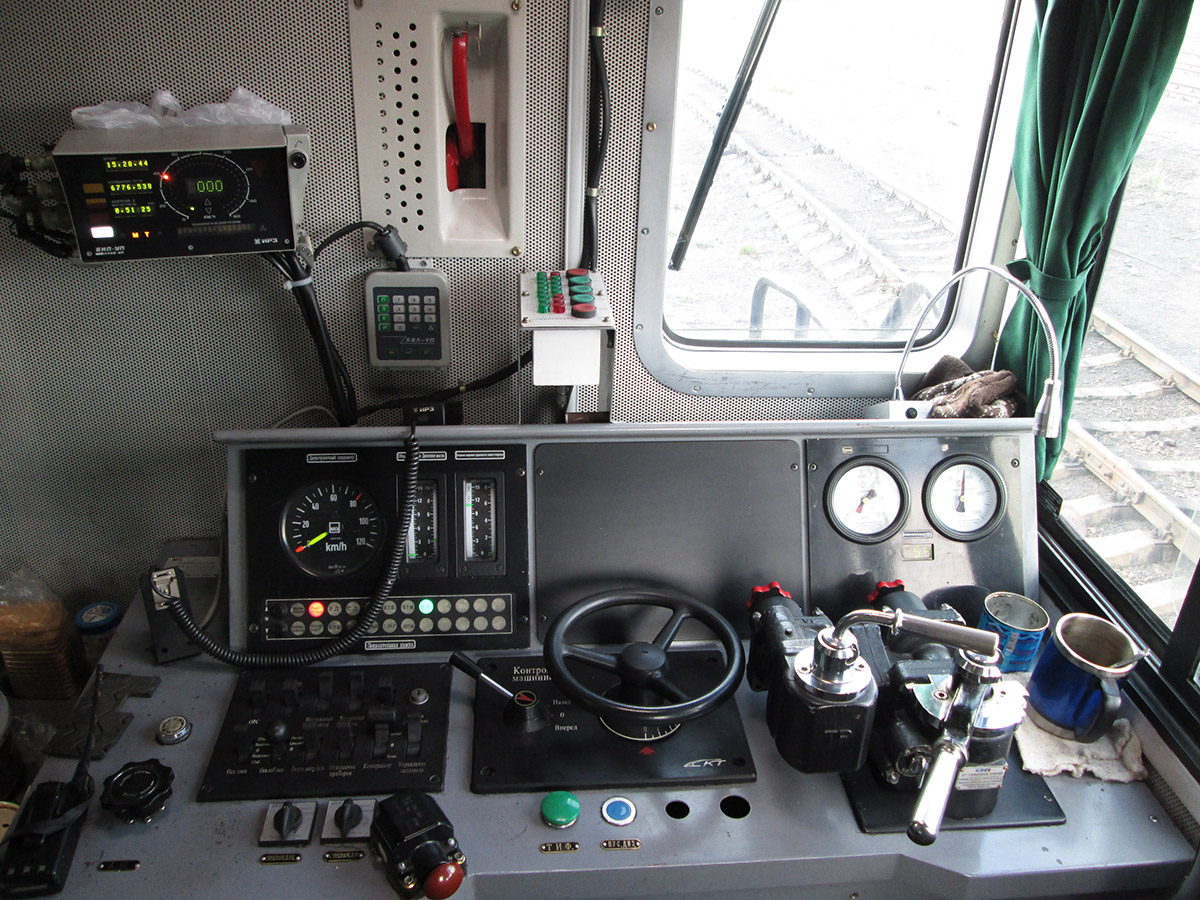
Пульт управления в кабине машиниста

Тепловоз имеет одну кабину машиниста, внешний коридор, длинный конец тепловоза представляет собой направляющую сторону тепловоза. Тепловоз состоит из вспомогательной камеры, охлаждаемой камеры, силовой камеры, электрической камеры, кабины для машиниста и задней кабины спереди назад.
Тепловоз имеет электрическую передачу трёхфазного переменно-постоянного тока: дизель приводит главный генератор для получения трёхфазного переменного тока, который после выпрямления передается в шесть параллельно соединённых тяговых электродвигателей. Каждый тяговый электродвигатель приводит во вращение одну колёсную пару с помощью передаточной шестерни.
На тепловозе применяется кузов капотного типа с внешним коридором, кругом установлены перила ступеней, на четырёх углах — лестницы с поручнями, в машинном отделении имеется боковая дверь для удобства ремонта. В кузове установлены устройства для теплоизоляции, отепления, пожаротушения и вентиляции.
Во вспомогательной камере смонтированы подогреватель и система источника ветра, состоящая из агрегата воздушного компрессора и воздушного осушителя.
На верхней части охлаждаемой камеры установлены группа радиаторов и вентилятор холодильника, на нижней части — гидростатическая коробка скоростей, вентиляционная машина заднего тягового двигателя, гидростатическая система и другие узлы. 
В силовой камере установлены дизель-генератор и соответственные фильтр воздуха, фильтр топлива, насос подачи топлива, маслонасос, трубопроводы и клапаны системы охлаждающей воды и другие узлы. Наверху силовой камеры установлена вентиляционная машина для кузова, которая удаляет дым и отводит тепло из машинного отделения. Для удаления помехи в выпускной системе дизеля предусмотрен глушитель шума выпуска, который установлен на крышке силовой камеры.
В электрической камере установлены контрольный электрошкаф, кремниевый выпрямительный шкаф, пусковая коробка передачи, пусковой генератор, передняя вентиляционная машина тягового двигателя, генератор возбуждения и  другие узлы. Тепловоз оснащён микропроцессорной системой управления.

## Технические характеристики
Основные параметры тепловозов серии CKD6E:
- рабочие условия:
  - температура окружающей среды от –40 до +50 ℃
  - высота над уровнем моря — 30—1600 м
  - относительная влажность — 20 % — 100 %
- ширина колеи — 1520 мм
- габарит — 1T ΓOCT 9238-83
- размеры тепловоза:
  - длина — 20050 мм
  - ширина — 3256 мм
  - высота — 4759 мм
- номинальная мощность дизеля (при условии UIC) — 1100 кВт (1500 л. с.)
- максимальная эксплуатационная мощность — 990 кВт (1350 л. с.)
- осевая формула — 30-30
- диаметр колёс — 1050 мм
- ширина колеса — 140 мм
- нагрузка от колёсных пар — 22±0,44 т
- минимальный радиус проходимых кривых — 80 м (при скорости тепловоза ≤ 5 км/ч)
- база тележки — 1800 мм
- общая колёсная база тележки — 3600 мм
- высота продольной оси автосцепки над головками рельсов — 1050 мм
- служебный вес — 132±3,96 т
- объём топливного бака — 6200 л
- объём запаса машинного масла — 1000 кг
- объём запаса охлаждающейся воды — 1000 кг
- скорость тепловоза
  - максимальная эксплуатационная скорость 80 км/ч
  - длительная скорость тепловоза 9 км/ч
- касательная сила тяги
  - максимальная при трогании — 420 кН（42,8 тс）
  - длительного режима — 274 кН (27,9 тс)
- тип главного генератора — TQFR-3000
- тип тягового электродвигателя — ZQDR-410
- тип шкафа кремниевого выпрямителя — GTF-5100/1000
- тип пускового генератора ZQF-412
- шкаф компьютерного управления — Модульный
- тип аккумулятора — Уплотнительный кислотно-свинцовый аккумулятор с клапанным регулированием NM-450
- тип воздушного — тормоза JZ-7
- воздушный компрессор — Z-2.4/9, для каждого тепловоза установлены 2 агрегата воздушных компрессоров производительностью по 2,4 м3/мин.
- тип сцепки — CA-3